# آب‌انبار کوچه بندون
آب‌انبار کوچه بندون مربوط به دوره صفوی است و در یزد، خیابان ایرانشهر (شهید رجائی)، کوچه چهار منار واقع شده و این اثر در تاریخ ۱۴ اسفند ۱۳۸۵ با شمارهٔ ثبت ۱۷۸۸۶ به‌عنوان یکی از آثار ملی ایران به ثبت رسیده است.